# Пиетро Лоредан (адмирал)
 Тази статия е за венецианския адмирал и държавник.  За дожа на Венеция вижте Пиетро Лоредан.  
Пиетро Лоредан (на венециански: Pie(t)ro Loredan, на италиански: Pietro Loredan) е виден венециански военачалник и адмирал, както и държавник от семейство Лоредан, известен с участието си във военните конфликти на Венецианската република срещу Османската империя и други сили през началото на XV век. Принадлежи към семейство Лоредан. Той се сражава срещу османците, печелейки битката при Галиполи в 1416 година, играе водеща роля в завладяването на Далмация в 1411 – 1420 година. и участва в няколко кампании срещу италианските съперници на Венеция, Генуезката република и Миланското херцогство, за да осигури континенталните владения на Венеция. Той също така заема редица висши политически длъжности като авогадор де Комун, съветник в Малкия съвет и управител на Зара, Фриули и Бреша, а в 1425 година е удостоен с втория по важност пост в Републиката прокуратор на „Свети Марк“. В 1423 година той се бори за поста дож на Венеция, но губи от заклетия си съперник Франческо Фоскари. Съперничеството им е така голямо, че когато Лоредан умира, Фоскари е заподозрян, че го е отровил.

## Биография

### Ранни години и кариера
Пиетро Лоредан е роден в 1372 година в енорията „Сан Канчано“ във Венеция. Той е потомък на истинска адмиралска династия: дядо му, баща му Алвизе Лоредан, а по-късно и синът му Джакомо и племенникът му Алвизе, са изтъкнати военноморски командири на служба в Република Венеция. Баща му е отличен и с избора на престижната длъжност прокурор на „Свети Марк“. Майка му, Зана, изглежда е от богато семейство. Пиетро Лоредан се жени в млада възраст, вероятно през 1395 година, за Кампаньола Витале Ландо ди Пиетро. Някои историци съобщават за втори брак с жена от рода Фосколо в 1422 година, но тъй като Кампаньола надживява съпруга си и все още се споменава в завещанието му, това очевидно е погрешно.
Лоредан командва галерата, към която в Манфредония през юни 1401 година се качва като гребец младият Михаил Родоски (известен с „Книгата на Михаил Родоски“). В 1403 година той служи като командир на една от трите галери, които превозват византийския император Мануил II Палеолог (управлявал 1391 – 1425) обратно в Константинопол след пътуването му в дворовете на Западна Европа. На връщане трите кораба се присъединяват към венецианския флот под командването на Карло Дзено и участват във венецианската победа срещу генуезкия флот на маршал Бусико в битката при Модон на 7 октомври 1403 година.

### Военна и политическа кариера (1411 – 1422)
Лоредан вероятно продължава да служи във флота след това, до 1411 година, когато е засвидетелстван за първи път като командир на флот (капитан на Залива) при подписването на Договора от Селимврия между Венеция и османския принц и претендент за османския трон Муса Челеби на 3 септември 1411 година. След това му е наредено да отиде в Зара в Далмация, тъй като кралят на Унгария и новоизбран император на Свещената Римска империя Сигизмунд се опитва да анексира венециански територии. Като генерал-капитан, Лоредан постига капитулацията на Себенико на 21 юли 1412 година и бърза да помогне на венецианските сухопътни сили при Мота ди Ливенца, помагайки им да постигнат решителна победа в битката при Мота срещу войските на Сигизмунд на 24 август. След като помага за стабилизирането на венецианската власт в Далмация, Лоредан влиза в конфликт с дългогодишния си съперник Франческо Фоскари, дож на Венеция. За разлика от Фоскари, който се застъпва за разширяване в континенталната част на Италия (Тераферма), Лоредан е привърженик на морската ориентация на Републиката.
През октомври 1412 година Лоредан е назначен за съветник в Малкия съвет, но заема поста само за кратко, тъй като е избран за управител (подеста) на Тревизо. Градът е „ключовата точка на венецианската отбранителна система на изток“ и през следващата година Лоредан се заема със заздравяване на укрепленията му. На 26 юни 1414 година той е избран, заедно с Лоренцо Капело и Витале Миани, за провидитор на Далмация. Там той участва активно в потушаването на проунгарските движения сред местната аристокрация и в подготовката за ново укрепление на Зара. На 5 април 1415 година е назначен за командир на годишния търговски конвой (муда) до Фландрия. След завръщането си е избран за авогадор де Комун (държавен обвинител), но отново заема поста за кратко, тъй като на 2 април 1416 година е избран за капитан на Залива, за да ръководи експедиция до Османската империя. Големият съвет на Венеция го натоварва със задачата да преведе венециански посланици при султана и да използва мирни средства, но в крайна сметка, след изчерпването им, на 29 май 1416 година, в битката при Галиполи, Лоредан постига голяма победа срещу османския флот, унищожавайки или пленявайки повечето от корабите му, като самият той е ранен в битката. Въпреки този успех конфликтът е приключен едва през ноември 1419 година, когато след тежки преговори е подписан мирен договор. При завръщането си във Венеция на 8 ноември 1416 година, Лоредан е посрещнат като герой.
През пролетта на 1417 година той е изпратен като посланик в Милано, за да протестира срещу окупацията на Лоди, Комо и други места, чиято автономия е била гарантирана от Венеция. След това е назначен за ректор на Зара, където остава до края на 1418 година. След края на мандата си там, той отново е избран за авогадор де Комун. През септември 1419 година е избран за един от петима мъдреци на Тераферма, натоварени със задачата да наблюдават последната фаза на венецианското завладяване на Далмация и Фриули. Тъй като Сигизмунд е зает с Хуситското въстание, венецианците се възползват, за да осигурят претенциите си на източния бряг на Адриатическо море. Лоредан отново е назначен за капитан на Залива на 8 февруари 1420 година и отплава от Венеция на 12 май. До края на юни той осигурява капитулацията на Трау и Спалато, а между септември и октомври поставя островите Браца, Курцола и Лесина под венециански контрол. През февруари 1421 година той е изпратен в Леванта, за да се противопостави на генуезеца Джовани Амброджо Спинола, който извършва нападения срещу венецианските търговски кораби в района. При завръщането си през лятото е изпратен във Фриули като неин луоготененте, тоест управител. Изборът му за поста вероятно е повлиян от факта, че районът е бил завладян от племенника му Франческо Лоредан предходната година.
На 3 ноември 1422 година, отново служейки като капитан на мудата до Фландрия и преназначен отново за съветник в Малкия съвет, той присъства на регистрацията на сина си Франческо в Златната книга, книгата, съдържаща имената на благородниците, допустими за публични длъжности.

### Претендент за дож (1423)
На 4 април 1423 година дожът Томазо Мочениго умира в критичен момент. Следващият дож ще трябва да взема важни решения, засягащи хода на външната политика на Републиката: за продължаващо разширяване на Тераферма или за утвърждаване на традиционната морска политика. Успешен командир, добре образован и способен оратор, Лоредан притежава всички необходими предпоставки за позицията, но в крайна сметка е избран неговият стар съперник Франческо Фоскари. Двамата мъже са ожесточени съперници, като политическите им различия са подсилени от лична неприязън. Две от дъщерите на Лоредан, Мария и Марина, са омъжени съответно за Франческо Барбаро и Ермолао Дона, и двамата противници на Фоскари. Освен това, когато Фоскари предлага брак между собствената си дъщеря и един от синовете на Лоредан, той е отхвърлен.

### Военна и политическа кариера (1424 – 1438)
Въпреки този неуспех на 12 януари 1424 година Лоредан отново е избран за генерал-капитан на Залива със задачата да помогне на Солун, който Републиката е овладяла предходната година, като атакува Галиполи и оказва военен и дипломатически натиск върху османския султан Мурад II да признае венецианското владение на града. Лоредан повежда флота си да патрулира Дарданелите от юли до октомври и води редица сражения с османските турци. Това подтиква византийския император да изпрати на Лоредан редица свети реликви в знак на благодарност. Въпреки дейността на Лоредан обаче конфликтът продължава безплодно за венецианците, сред нарастващи страдания и недоволство на жителите на Солун и в край сметка градът е завладян от османците през март 1430 година.
Той остава член на мъдреците на съвета, докато не е избран за прокуратор на църквата „Свети Марк“ на 17 юни 1425 година. По това време Венеция решава да се включи във войната между владетеля на Милано, Филипо Мария Висконти, и Флорентинската република, тъй като успехите на Висконти заплашват баланса на силите в Италия. В 1426 година Лоредан е назначен за провидитор на армията заедно с Фантино Михиел и придружава кондотиера Франческо Бусоне да Карманьола при завладяването на Бреша (10 август 1426 година). Лоредан остава в града като ректор през следващата година. През лятото на 1427 година той отблъсква миланско нападение срещу Бреша и е една от движещите сили, които карат Карманьола да се откаже от бавната си позиция и да се изправи срещу миланците, което води до победата в битката при Маклодио на 11 октомври.
Лоредан изчезва от източниците през следващите няколко години до 1431 година, когато войната между Венеция и Милано е подновена. На 28 май 1431 година той е назначен за генерал-капитан на Морето и е натоварен със задачата да отплава в Тиренско море, да се присъедини към флорентинците и да превземе Генуа, която се е присъединила към Висконти. Венецианският флот постига голяма победа над генуезците при Рапало на 21 август 1431 година, но венецианците не успяват да свалят генуезкото правителство. След това Лоредан повежда флота си да зимува в Апулия и Корфу. Връщайки се в Тиренско море, той щурмува крепостта Сестри през юли, където е ранен; неспособен да допринесе с нищо повече за кампанията, той се завръща с флота си във Венеция, където пристига на 22 октомври 1431 година.
През следващите няколко години Лоредан служи последователно като мъдрец на Съвета и съветник в Малкия съвет за сестиерата на „Свети Марк“. Когато конфликтът с Милано избухва отново, Лоредан отново е назначен за провидитор на армията на 9 април 1437 година под командването на главнокомандващия Джанфранческо I Гонзага, маркиз на Мантуа, но лошото му здраве го принуждава да напусне поста си и да се върне във Венеция, като е заменен от Паоло Трон. Войната обаче започва зле за венецианците и веднага щом Лоредан се възстановява през ноември, той е изпратен да се присъедини към армията и да повдигне ниския ѝ боен дух. Към него се присъединява синът му Джакомо Лоредан, така започва своята забележителна военна кариера. По това време става ясно, че Гонзага обмисля да напусне венецинците и да се присъедини към миланците. На 21 юни 1438 година Лоредан е избран за посланик при маркиза, в последен опит да предотврати дезертирането му, но Лоредан отказва. На 13 юли 1438 година е назначен за командир на военноморските сили на река По. Само появата му е достатъчна, за да потуши бунт на войските на площад „Сан Марко“. Въпреки това кампанията протича зле: Лоредан не е в състояние да упражнява обичайната си тактика в река, действията му зависят от хода на сухопътната кампания, а климатът отново се отразява зле на здравето му.
На 23 август 1438 година Лоредан диктува завещанието си и на 21 октомври получава разрешение да се върне във Венеция, като е заменен от Стефано Контарини. Той пристига във Венеция на 26 октомври 1438 година много болен и умира два дни по-късно. Погребан е в манастира „Света Елена“, разрушен през Наполеоновия период. Надписът на гробницата му твърди, че е бил отровен от неизвестни врагове („per insidias hostium veneno sublatus“); популярната легенда приписва деянието на дожа Франческо Фоскари. Лоредан оставя след себе си поредица от коментари, добре оценени от съвременния историк и подчинен на Лоредан в Бреша Флавио Биондо, но по-късно изгубени.

### Цитирана литература
- Gulino, Giuseppe. LOREDAN, Pietro //   2005. Посетен на 18 March 2017.
- Romano, Dennis. The Likeness of Venice: A Life of Doge Francesco Foscari.   Yale University Press, 2007. ISBN 978-0-300-11202-3.
- Setton, Kenneth M. (1978). The Papacy and the Levant (1204–1571), Volume II: The Fifteenth Century. Philadelphia: The American Philosophical Society, ISBN 0-87169-127-2, https://books.google.com/books?id=0Sz2VYI0l1IC
- Stahl, Alan M. Michael of Rhodes: Mariner in Service to Venice //  The Book of Michael of Rhodes: A Fifteenth-Century Maritime Manuscript. Volume III: Studies.   Cambridge, Massachusetts, MIT Press, 2009. ISBN 978-0-262-12308-2. с. 35–98.
- ((de)) Trapp, Erich; Beyer, Hans-Veit; Walther, Rainer et al. (1976–1996). Prosopographisches Lexikon der Palaiologenzeit. Wien: Verlag der Österreichischen Akademie der Wissenschaften, ISBN 3-7001-3003-1